# Convención Nacional del Perú (1855)
El Convención Nacional del Perú de 1855 fue la quinta Asamblea Constituyente de la historia republicana peruana, que se instaló el 14 de julio de 1855, y cuya principal labor fue hacer reformas constitucionales, que dieron como resultado la promulgación de una nueva Constitución Política, el 19 de octubre de 1856, de corte liberal. Ratificó también como presidente provisorio de la República al mariscal Ramón Castilla. Asimismo, ejerció el Poder Legislativo en toda su extensión y dictó leyes de carácter permanente así como circunstanciales. Pero se desprestigió por su larga duración y fue disuelta por un grupo de militares descontentos, el 2 de noviembre de 1857, en plena guerra civil entre castillistas y vivanquistas. La misma Constitución tuvo una vida efímera, pues fue reemplazada por otra en 1860.

## Antecedentes
Triunfante la revolución liberal a principios de 1855, se instaló un gobierno provisional, con el general Ramón Castilla como Presidente, cuyo gabinete ministerial contaba con conspicuos liberales como Pedro Gálvez Egúsquiza, Manuel Toribio Ureta y Domingo Elías. Siguiendo la tendencia pendular de la política peruana, luego de un gobierno conservador se daba pase a otro de carácter liberal, aunque Castilla, en el fondo, no comulgaba con dicha doctrina.
Castilla convocó a elecciones para la reunión de una Asamblea Constituyente o Convención Nacional, cuyo misión sería reformar la Constitución conservadora de 1839. Por primera vez se convocó a elecciones con sufragio directo y universal: directo, pues los electores ya no debían elegir Colegios Electorales, sino directamente a sus representantes en el Congreso; y universal, porque todos los peruanos podrían votar sin ninguna limitación, sin importar ser analfabeto o no tener fortuna.
Realizadas las elecciones y elegidos los representantes de la Convención Nacional, esta se instaló el 14 de julio de 1855. Su primera medida fue la ratificación de Castilla como Presidente Provisorio; luego dictó un 'Estatuto Provisorio, promulgado por Castilla el 27 de julio de ese mismo año. En dicho Estatuto, que debía regir mientras se discutiera la nueva Constitución, quedaron fijados las atribuciones del Jefe de Estado y señaladas las garantías individuales y nacionales.

## Discusión y promulgación

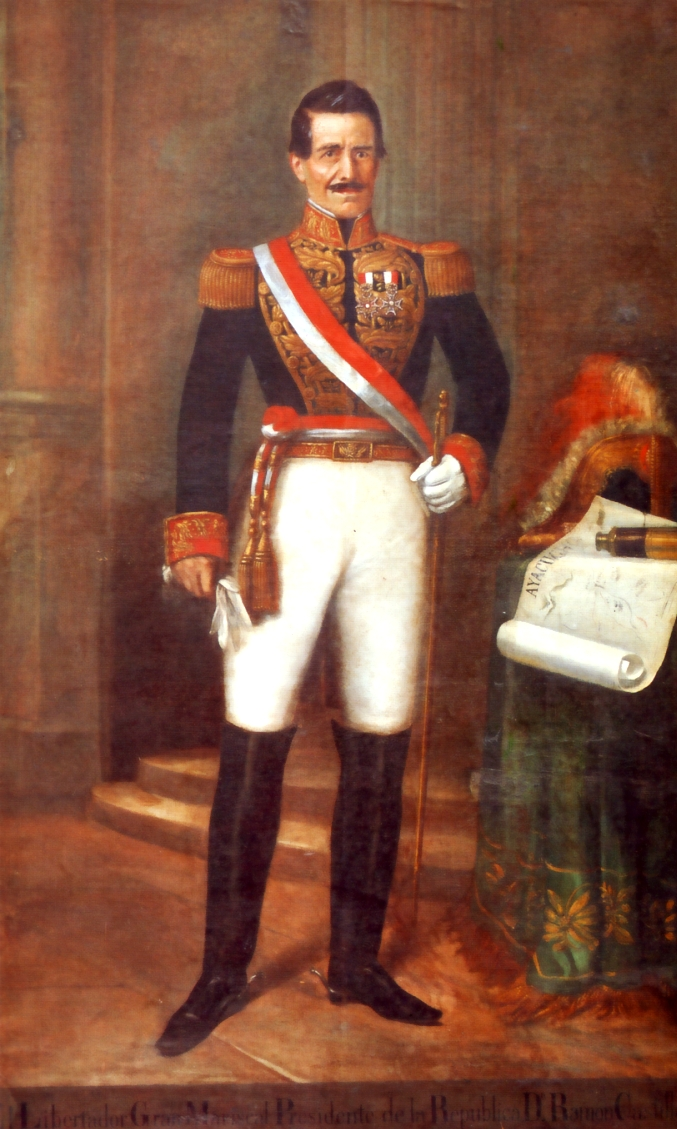
Retrato de Ramón Castilla.

Reafirmado en el poder, Castilla, de naturaleza autoritaria, se separó de sus ministros liberales y convocó a sus amigos, iniciando así su rompimiento con el bando liberal.
En la Convención Nacional surgió una tensa disputa entre la mayoría liberal y la minoría conservadora partidaria de Castilla. El más notable de los tribunos liberales era José Gálvez Egúsquiza (el futuro héroe del Dos de Mayo). La Convención, además de funcionar como asamblea constituyente, ejerció el Poder Legislativo en toda su extensión, dictando leyes de carácter permanente y también circunstanciales. Por fin, después de grandes debates, en octubre de 1856 se terminó de discutir la nueva Constitución, de carácter liberal, que reemplazaba a la Constitución conservadora de 1839.
El Presidente Castilla juró esta Constitución que fue promulgada el 19 de octubre de 1856, pero expresó su disconformidad con ella, sobre todo por la disminución de las atribuciones del presidente. Advirtió también que, si bien su obligación era cumplirla y velar por su cumplimiento, podía someterla a reforma, siguiendo los mecanismos legales pertinentes. Ello aumentó la situación de tirantez entre el Gobierno y el Congreso. Para agravar más las cosas, estalló en Arequipa la revolución conservadora del general Manuel Ignacio de Vivanco que derivó en la sangrienta guerra civil de 1856-58.

## La Constitución Liberal de 1856
La Constitución de 1856, de tendencia liberal, limitó las atribuciones del poder ejecutivo, estableciendo la vacancia de la Presidencia de la República por atentar contra la forma de gobierno o disolver el Congreso. Estableció que el período presidencial duraría cuatro años y no seis años como en la anterior Constitución; suprimió los fueros personales, abolió la pena de muerte; estableció el sufragio popular directo para todos los peruanos que supieran leer y escribir; restableció las Juntas Departamentales y las Municipalidades. Los liberales no lograron imponer la libertad de cultos. El Estado continuó protegiendo la religión católica, no permitiendo el ejercicio de otros cultos, pero se suprimieron las vinculaciones y fueros eclesiásticos, así como los diezmos y primicias. También la Convención expidió una ley prohibiendo el restablecimiento en el Perú de la Compañía de Jesús, que había sido expulsada en 1767.
Esta Constitución no satisfizo a la mayoría de la población, tradicionalmente católica, que veía con preocupación que el liberalismo anticlerical tomara fuerza dentro del gobierno e impusiera leyes. Precisamente, la rebelión conservadora de Vivanco tuvo como móvil poner freno a dicha tendencia.

## Otras leyes dadas
Otras leyes, no relacionadas directamente con la Constitución, fueron dadas por la Convención. Entre ellas mencionamos las siguientes:
- La ley de caminos.
- La regularización del sistema monetario.
- El nombramiento de una comisión para la revisión del Código Penal y la formación del Código de Procedimientos en materia criminal.
- La ley sobre la preparación de un nuevo Código de Minería y de las ordenanzas del Ejército y la Armada.
- La creación de la Universidad de Puno.
- La abolición del pasaporte para transitar en la República o para entrar o salir de ella.
- La rehabilitación de los vales de consolidación.
- El esclarecimiento de los asuntos concernientes al expendio del guano.
- La liberación de derechos de importación a los víveres de primera necesidad.

## Presidentes
Esta es la lista de quienes presidieron la Convención Nacional:
| Imagen | Nombre                                     | Profesión  | Inicio                  | Término                  |
| ------ | ------------------------------------------ | ---------- | ----------------------- | ------------------------ |
|        | Francisco Quirós y Ampudia                 | Empresario | 14 de julio de 1855     | 5 de septiembre de 1855  |
|        | José Santos Castañeda (1.º Vicepresidente) | Militar    | 5 de septiembre de 1855 | 30 de septiembre de 1855 |
|        | Miguel de San Román y Meza                 | Militar    | 1 de octubre de 1855    | 31 de octubre de 1855    |
|        | Ezequiel Rey de Castro Arce                | Magistrado | 1 de noviembre de 1855  | 16 de noviembre de 1855  |
|        | Manuel Costas Arce (1.º Vicepresidente)    | Abogado    | 16 de noviembre de 1855 | 30 de noviembre de 1855  |
|        | Miguel de San Román y Meza                 | Militar    | 1 de diciembre de 1855  | 31 de enero de 1856      |
|        | José Gálvez Egúsquiza                      | Abogado    | 1 de febrero de 1856    | 28 de febrero de 1856    |
|        | Miguel de San Román y Meza                 | Militar    | 1 de marzo de 1856      | 31 de octubre de 1856    |
|        | Manuel Toribio Ureta Pacheco               | Abogado    | 1 de noviembre de 1856  | 31 de diciembre de 1856  |
|        | José Gálvez Egúsquiza                      | Abogado    | 1 de enero de 1857      | 31 de enero de 1857      |
|        | Manuel Toribio Ureta Pacheco               | Abogado    | 1 de febrero de 1857    | 31 de marzo de 1857      |
|        | José Gálvez Egúsquiza                      | Abogado    | 1 de abril de 1857      | 31 de agosto de 1857     |
|        | Francisco Quirós y Ampudia                 | Empresario | 1 de septiembre de 1857 | 31 de octubre de 1857    |
|        | Manuel Toribio Ureta Pacheco               | Abogado    | 1 de noviembre de 1857  | 2 de noviembre de 1857   |

## Disolución
La Convención fue disuelta el 2 de noviembre de 1857 por una patrulla de soldados a órdenes del coronel Pablo Arguedas, aprovechando que Castilla se hallaba asediando Arequipa, en plena lucha contra Vivanco. En total había sesionado 2 años, 3 meses y 19 días. En esos momentos se encargaba del poder ejecutivo el Consejo de ministros presidido por José María Raygada, que mostró debilidad ante los hechos consumados.
Si bien Castilla condenó la acción de Arguedas, era evidente que tal situación le convenía, tan así que una vez que retornó a Lima no restituyó dicha asamblea e incluso envió al destierro a los principales líderes liberales.
Tras el fin de la guerra civil, Castilla convocó en 1860 a un nuevo Congreso, el cual, pese a ser solo de carácter ordinario, se arrogó la facultad de Constituyente y procedió a hacer una reforma constitucional inmediata. Así surgió la Constitución de 1860, de carácter moderado y la que más larga vida ha tenido en la historia del constitucionalismo peruano (estuvo vigente hasta 1920).